# Carúpano
Carúpano – miasto w pn.-wsch. Wenezueli w stanie Sucre; port na wybrzeżu Morza Karaibskiego.
136 tys. mieszkańców (2013). Przemysł głównie spożywczy (cukrowniczy, tytoniowy), tartaki, garncarstwo, rybołówstwo. W okolicy eksploatacja ropy naftowej; lotnisko.